# Antoni Llopart Rovira
Antoni Llopart Rovira va ésser batlle de Sant Sadurní d'Anoia entre 1939 i 1942.
Fou propietari agrícola, militant de l'UP primer, després de la Lliga Regionalista i, finalment d'Acción Ciudadana.
Ocult durant la guerra civil espanyola i amb les seues propietats confiscades, a la postguerra s'afilià a FET-JONS.
Com a batlle fou confirmat en el càrrec en la renovació de 1941.